# Pakalitha Mosisili
Pakalitha Mosisili (n. 14 martie 1945) a fost prim-ministrul statului Lesotho între anii 1998 și 2012. Este membru partidului Congresul Lesotho-ului pentru Democrație (în engleză Lesotho Congress for Democracy).
1. ↑  Bethuel Pakalitha Mosisili, Brockhaus Enzyklopädie
2. ↑  Bethuel Pakalitha Mosisili, Munzinger Personen, accesat în 9 octombrie 2017